# 문서선교
문서 선교(文書宣敎)는 출판을 통해서 선교하는 방식을 말한다.

## 기독교

### 유형
- 기독교 잡지나 신문 등의 정기 간행물을 통한 발행
- 기독교 성격의 일반 잡지나 신문 발행(월간지 좋은생각, 국민일보)
- 교회 주보나 소식지 발행(큰 교회의 경우는 잡지 수준의 소식지를 발행한다.)
- 기독교출판사의 기독교 단행본이나 기독교 성격의 일반 단행본 출판
- 성서 번역 및 출판

### 문서 선교 역사

#### 한국의 문서 선교 역사
- 문서선교의 시작

한국의 문서선교는 로마 가톨릭교회에 의해 시작되었고, 개신교에서는 스코틀랜드의 매킨타이어 선교사의 전도로 신앙을 갖게 된 북한의 개신교 신자인 서상륜의 누가복음전서(루가 복음서) 번역으로 문서선교가 시작되었다. 소위 개화기때 개신교 선교사들에 의해서 기독교 소설인 천로역정, 한글 성서 및 찬송가가 번역 및 출판되었다.
물론, 그 이전부터 중국에서 들어온 기독교 변증서인 《천주실의》가 읽히고 있었고,프랑스 로마 가톨릭교회 선교사 다블뤼 주교에 의해 교리서가 번역되었으나 문서선교가 활발히 진행된 시대는 개화기였다. 실제로 19세기 조선을 방문한 영국 지리학자 이사벨라 버드 비숍은 저서 《조선과 그 이웃나라들》에서 성공회 선교사 존 코프 주교와 5명의 사제들이 인쇄소를 통해서 문서선교를 했다고 했으며, 개신교 선교사들도 앞에서 말한 기독교 문서보급 외에도, 출판사 운영(대한기독교서회) 등의 문서선교를 하였다. 물론 로마 가톨릭교회에서도 가톨릭출판사를 설립하여 기독교 문서들을 발행하고 있었다.
- 문서선교의 현재

현재 한국 문서선교계는 약 200여개의 기독교출판사, 5백여 개의 기독교 서점이 있을 정도로 크게 자랐으며, 해외에서의 성서번역선교 및 지원, 문서선교에 필요한 기자재(컴퓨터, 인쇄기) 보급도 하고 있으며, 한국 기독교출판협회(KCPA, Korea Christian Publication Association)라는 기독교 출판인들의 협의회도 결성하여 활동하고 있다. 일부 기독교 출판사들은 복음주의 기독교출판협의회(ECPA, Evangelical Christian Publisher Association)에 가입, 기독교 출판을 통한 복음화에 동참하고 있다.
- 한국의 문서선교 비판

하지만 기독교 출판사들이 대중인기에 영합하는 부정적 모습도 보이고 있는 것도 사실이다. 실례로 기독교계 인터넷 신문 뉴스 앤 조이 2005년 7월 22일자 기사에서, 두란노 기획자 유종성 출판본부장은 한국 기독교 출판 시장의 독자 구조를 신학생·성직자에서 핵심-주변-경계선-비신자 등 다섯 그룹으로 나눠볼 때 연간 판매량이 각각 5천·1만·2만·3만·4만 부 정도 순으로 나타날 수 있다고 설명했다. 심각하게 생각하면서 읽어야 하는 어려운 책들은 많이 팔리지 않는 반면, 아직 신앙이 깊지 않은 주변인, 경계인 신자들을 대상으로 한 쉽고 가벼운 책들은 많이 팔리고 있다는 것이다. 따라서 기독교 출판사들은 생각하면서 읽어야 하는 어려운 책보다는 쉽고 가벼운 책이나 대중들의 인기를 끈 책들을 모방해서 기획하게 된다.
그외 한국 문서선교의 문제점은 기독교 출판사들의 대부분이 영세하다는데 있다. 규장, 두란노처럼 이미 안정된 일부 대형 출판사들을 제외한 대부분의 기독교 출판사들이 소수의 인원으로 운영되는 영세한 출판사들이다. 이러한 영세성은 크게 두 가지 문제점을 낳게 된다. 우선 기획력 부재의 원인이 될 수 있다. 대부분 중소형 출판사들인 기독교  출판사들로서는 생존이 우선이기 때문에, 양질의 원고를 발굴하여 기획하기보다는 독자에게 인기를 끌 수 있는 대중인기영합주의적 기획을 할 수밖에 없다. 물론 대중의 인기보다는 원고의 질을 우선시하는 소수의 출판사들도 있는데, 이들 출판사들은 신학 서적만 출판한다든지 하는 특화 기획을 한다. 특정 분야의 기독교 서적들을 원하는 독자들의 필요를 채우는 방향으로 출판기획을 하는 것이다. 또한 기독교 출판계의 영세성은 우수한 인재와 확보에서의 어려움의 원인이 된다. 북디자인, 기획, 영업, 편집 등에 재능이나 풍부한 실무경험이 있는 인재들을 영입하려면 그만큼의 대우를 해야 하는데, 대부분 중소형 출판사들인 기독교 출판사들은 그럴 능력이 없다.
또한 한국 기독교출판계의 영세성은 수요와 공급의 불일치의 원인이 되기도 한다. 기독교 출판사에서 일하고 싶어하는 젊은 기독교 청년들의 수에 비해, 기독교 출판사들이 필요로 하는 인력과 인력수용능력은 한정되어 있다. 따라서 많은 구직자들이 기독교 출판사에서 일하고 싶어 하는데, 일자리가 없어서 일하지 못하는 수요와 공급의 불일치 현상이 일어나는 것이다.

#### 미국의 문서 선교 역사
미국의 경우 개신교 선교사인 아도니람 저드슨이 미국성서공회의 도움으로 버마말로 성서를 번역하여 문서선교를 하였으며, 1950년대 이후 빌리 그레이엄이 창간한 복음주의 잡지인 《크리스처니티 투데이》(Christianity Today) 창간, 팀 라헤이 등의  기독교계 저자들의 활발한 저작활동 등으로 활성화되고 있다.